# Плисфен (сын Атрея)
Плисфен (др.-греч. Πλεισθένης) — персонаж древнегреческой мифологии, встречающийся в версиях родословной царей Аргоса. Сын Атрея или Пелопса. Муж Клеоллы, дочери Дианта (либо Аэропы, дочери Катрея). Отец Агамемнона и Менелая. Умер молодым, и его сыновья были воспитаны своим дедом Атреем (по версии Гесиода и Эсхила).
У Стесихора упоминается «род Плисфенов». Однако у Эсхила Агамемнон — сын Атрея. Упомянут у Вакхилида.
То же имя носит сын Атрея и Аэропы, воспитанный Фиестом как свой. Фиест послал его убить Атрея, но Атрей убил его, думая, что это сын Фиеста. Действующее лицо трагедии Еврипида «Плисфен».